# Blinded by the Light (Film)
Blinded by the Light ist eine Tragikomödie von Gurinder Chadha, die am 27. Januar 2019 im Rahmen des Sundance Film Festivals ihre Premiere feierte und am 9. August 2019 in die Kinos im Vereinigten Königreich kam. Am 22. August 2019 kam der Film in die deutschen Kinos.

## Handlung
1987 im von Margaret Thatcher regierten England. Javed, ein 16-jähriger britischer Junge pakistanischer Abstammung, lebt in der Stadt Luton. Sein Vater Malik hat kürzlich seine Arbeit verloren. Auch die Skinheads in der Nachbarschaft erinnern ihn täglich an die schwierigen Zeiten, in denen er lebt. Was der junge Javed wirklich will, ist Schriftsteller zu werden, doch sein Vater heißt dies nicht gut.
Zu Beginn des neuen College-Jahres bringt ihm sein neuer Freund, der Turban-Sikh Roops, die Musik von Bruce Springsteen nahe und gibt ihm Kassetten mit dessen Songs. Dessen Hymnen für die Arbeiterklasse ermutigen ihn, seine eigene Stimme als Schriftsteller zu finden. Während Javed in Roops einen Freund gefunden hat, der genau weiß, was ihm bislang fehlte, findet er in Eliza ein Mädchen, mit dem er seine Träume teilen kann. Gemeinsam tanzen die drei Freunde zu Springsteens Musik auf den Straßen, und viele Passanten tanzen einfach mit.
Javed kann bei der örtlichen Zeitung ein Praktikum machen. Für einen Artikel über die geplante Schließung der Moschee, der auf der Titelseite erscheint, bekommt er etwas Geld, wofür er sich Karten für ein Springsteen-Konzert kauft. Sein Vater ist aber erzürnt, dass er mit dem Artikel die Aufmerksamkeit der Öffentlichkeit auf die pakistanische Minderheit gelenkt habe und dass er das Geld nicht an die Familie abgegeben hat, und zerreißt die Karten. Für seinen Aufsatz Ein amerikanischer Traum in Luton bekommt Javed als Preis eine Reise zu einer Konferenz junger Literaten in New Jersey. Sein Vater will ihn nicht gehen lassen, da er mit Amerika nur Schlechtes verbindet. Javed bricht mit ihm und reist trotzdem. Er nimmt Roops mit, da sich in der Nähe Asbury Park befindet, die Heimatstadt Springsteens, und zusammen besuchen sie die Lebensstationen ihres Idols. Bei der Abschlussfeier des Colleges liest Javed aus seinem Aufsatz. Die Werte, die Springsteen mit seinen Texten verbreite, hart zu arbeiten und an seinen Träumen festzuhalten, dienten ihm als Brücke zu seiner eigenen asiatischen Erziehung. Als seine Familie, von Eliza über die Feier informiert, erscheint, unterbricht er und schildert, dass er damals geblendet gewesen sei und nur noch sich und seinen Traum gesehen habe. Er habe aber auch viel seinen Eltern und Freunden zu verdanken. Nach der Feier versöhnt er sich mit seinem Vater, der zu ihm sagt, „schreibe deine Geschichten, aber vergiss unsere nicht“. Am nächsten Tag fährt er nach Manchester, wo er Literatur studieren wird.

## Produktion

### Vorlage, Stab und Filmtitel

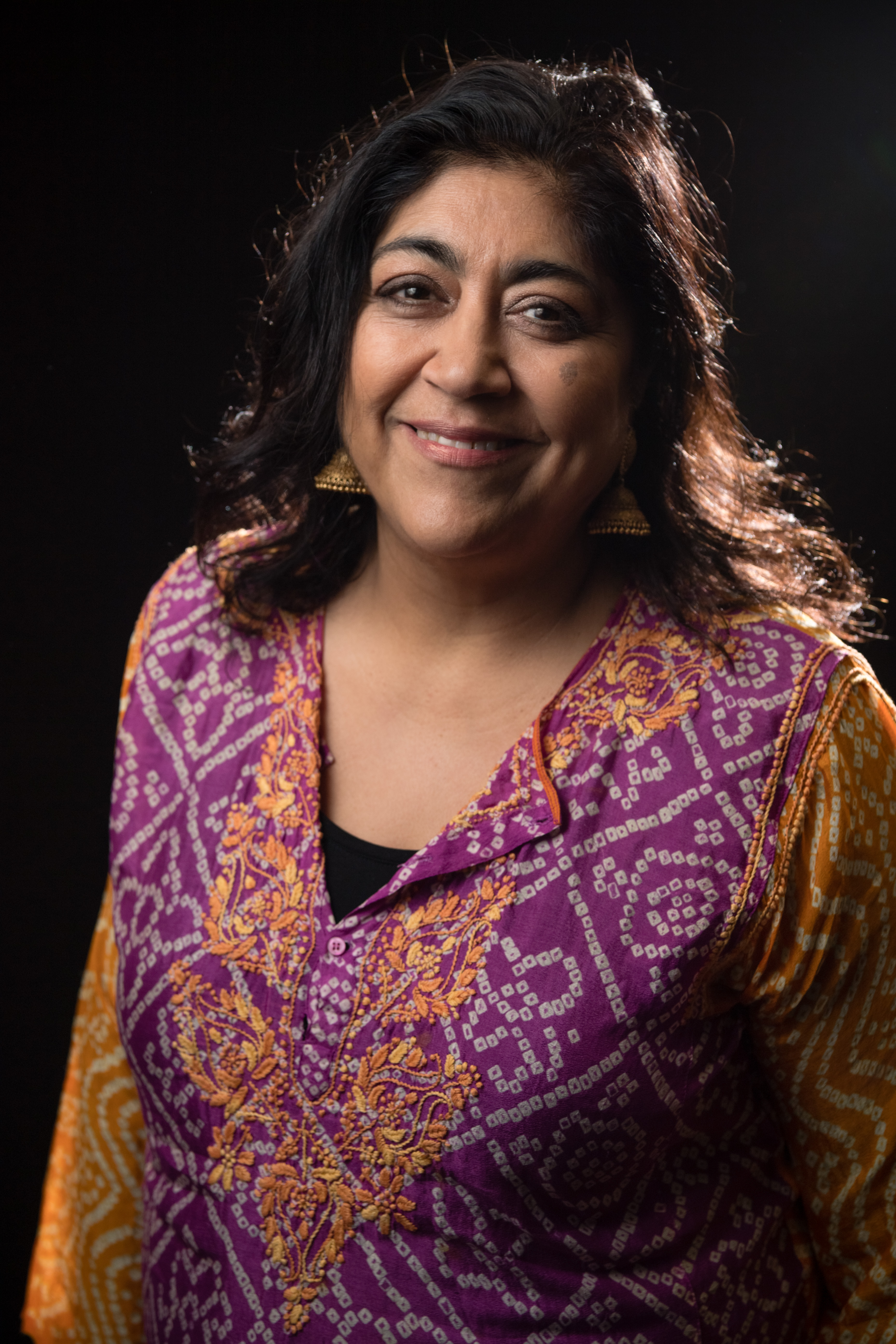
Regie führte Gurinder Chadha, hier bei einer Vorstellung des Films beim Montclair Film Festival im Mai 2019

Der Film basiert auf den Memoiren Greetings from Bury Park des Journalisten und Schriftstellers Sarfraz Manzoor aus dem Jahr 2007. Regie führte Gurinder Chadha, die gemeinsam mit Manzoor und ihrem Ehemann Paul Mayeda-Burges auch das Drehbuch schrieb. Der Filmtitel bezieht sich auf den Song Blinded by the Light von Bruce Springsteen aus dem Jahr 1973. Um besonders wichtige Lyrics von Springsteen zu unterstreichen, werden diese schriftlich auf der Leinwand abgebildet, wie diese wortwörtlich um die Gedanken des Protagonisten kreisen.

### Besetzung und Dreharbeiten
Der Nachwuchsschauspieler Viveik Kalra gab in der Rolle von Javed sein Filmdebüt. Kulvinder Ghir spielt seinen Vater Malik. Nell Williams und Aaron Phagura übernahmen die Rollen seiner Freunde Eliza und Roops. Seine Lehrerin Mrs. Clay wird von Hayley Atwell gespielt.
Die deutsche Synchronisation entstand nach einem Dialogdrehbuch und unter der Dialogregie von Ursula von Langen im Auftrag der FFS Film- & Fernseh-Synchron GmbH, München. Tobias John von Freyend leiht in der deutschen Fassung Javed seine Stimme, Rajvinder Singh seinem Vater Malik. Javeds Freunde Eliza und Roops werden von Alina Freund und Xiduo Zhao synchronisiert.
Die Dreharbeiten fanden an verschiedenen Orten in und um Luton statt. Als Kameramann fungierte Ben Smithard.

### Filmmusik und Soundtrack
Die Filmmusik komponierte A. R. Rahman. Der Soundtrack, der am 9. August 2019 von Columbia / Sony Music veröffentlicht wurde, besteht aus Klassikern von Springsteen, die zwischen 1975 und 1984 geschrieben und aufgenommen wurden, darunter Dancing in the Dark, Badlands, Hungry Heart und Born to Run, ergänzt durch Live-Versionen von Thunder Road und The River aus den 1970er-Jahren. Zudem enthält der Soundtrack It’s a Sin von den Pet Shop Boys und The Sun Always Shines on T.V. von A-ha, aber auch Discosongs aus dem Mittleren Osten wie Maar Chadapa von Heera und den New-Wave-Protestsong Get Out of My Way Fascist (Pigs) von Amer Chadha-Patel. Die Filmkritikerin Antje Wessels findet, die von Springsteen stammende Musik erfülle ihren Zweck in Perfektion, und Chadha gelinge es mit Leichtigkeit, all diese Evergreens in ihrem Film unterzubringen, sodass sich die Begeisterung für den „Boss“ von Javed direkt aufs Publikum übertrage.

### Veröffentlichung
Der Film wurde am 27. Januar 2019 im Rahmen des Sundance Film Festivals erstmals vorgestellt. Im Juni 2019 wurde er beim Sydney Film Festival gezeigt, wo sich New Line die Rechte am Film sicherte. Im Juli 2019 wurde er beim Galway Film Fleadh gezeigt. Ende Juli und Anfang August 2019 wurde er beim Jerusalem Film Festival gezeigt. Am 9. August 2019 kam er in die Kinos im Vereinigten Königreich. Ein Kinostart in den USA erfolgte am 16. August 2019, in Deutschland am 22. August 2019, in Österreich am 23. August 2019.

## Rezeption

### Kritiken
In den USA wurde der Film von der MPAA als PG-13 eingestuft. In Deutschland wurde er von der FSK ab 12 Jahren freigegeben.
Der Film erhielt bislang von 88 Prozent aller Kritiker bei Rotten Tomatoes eine eher positive Bewertung von durchschnittlich 7,3 der möglichen 10 Punkte. Zudem ging der Film aus den 21. Annual Golden Tomato Awards in der Kategorie Best-Reviewed Musicals & Music Movies 2019 als Drittplatzierter hervor.
Owen Gleiberman von Variety erklärt, bei Blinded by the Light handele es sich nicht nur um eine ernste Coming-of-Age-Geschichte, sondern zugleich um eine leidenschaftliche Ode an die von Popmusik ausgehende Lebenskraft.
Die Filmkritikerin Antje Wessels beschreibt die Szene auf dem Markt als einen Höhepunkt des Films. Diese erinnere, wie auch der Film im Gesamten, stark an den Film Sing Street von John Carney. Das Finale ihres Feelgood-Films fülle Gurinder Chadha mit einem bemüht-rührseligen Monolog ihres Protagonisten, und zu allem Überfluss werde selbst der Vater noch zu einem angehenden Springsteen-Fan, was letztlich dann doch zu viel des Guten sei und Blinded by the Light rückwirkend viel kitschiger und forcierter wirken lasse, als es der Film in seinen besten Momenten ist, in denen die Macher einfach nur die zeitlose Musik Springsteens zelebrieren wollen.
Die weltweiten Einnahmen des Films aus Kinovorführungen belaufen sich bislang auf rund 18,1 Millionen US-Dollar.

### Auszeichnungen
London Critics’ Circle Film Awards 2020
- Nominierung als Bester britischer/irischer Nachwuchsdarsteller (Dean-Charles Chapman, auch für 1917 und The King)[19]